# Vibrissaphora echinata
Vibrissaphora echinata é uma espécie de anfíbio da família Megophryidae. É endêmica do Vietnã. Os seus habitats naturais são regiões subtropicais ou tropicais húmidas de alta altitude e rios. Está ameaçada por perda de habitat.